# Anthodioctes psaenythioides
Anthodioctes psaenythioides är en biart som beskrevs av Holmberg 1903. Anthodioctes psaenythioides ingår i släktet Anthodioctes och familjen buksamlarbin. Inga underarter finns listade i Catalogue of Life.